# Edwige Gwend
Edwige Gwend (Édéa, 11 de març de 1990) és una esportista italiana, d'origen camerunesa, que va competir en judo, guanyadora d'una medalla de plata al Campionat Europeu de Judo de 2010, en la categoria de –63 kg.

## Palmarès internacional
| Campionat Europeu | Campionat Europeu | Campionat Europeu | Campionat Europeu |
| Any               | Lloc              | Medalla           | Categoria         |
| ----------------- | ----------------- | ----------------- | ----------------- |
| 2010              | Viena ( Àustria)  | 2                 | –63 kg            |